# Карабай батыр
Токейулы Карабай, казахская историческая личность, более известный как Карабай батыр, уроженец нынешнего Атбасарского района Акмолинской области, родился в начале XIX века, примерно в 1815 году.
Токейулы Карабай батыр — полководец, представитель Среднего жуза. Сподвижник Кенесары Касымулы, командовал крупным подразделением ополченцев во многих сражениях 1841—1847 годах. Родословная батыра восходит к роду Козган, племени Аргын. Карабай батыр потомок прославленного бия Тайтеке (по летописям М. Ж. Копеева) и Токтас батыра, участника отечественной войны с джунгарами.
Со слов старейшин региона известно, что с 1847 году Карабай батыр проживал в Атбасарском уезде, II административный аул, в местности ныне известном как «Қарабайдың қонысы» («Кочевья Карабая») при урочищах Каражар, Ушкемер, Карасу. В 1849 году на территории уезда состоялась Бакчентайская медная ярмарка, в дальнейшем проходила на протяжении трех лет с 15 мая по 15 июня. В 1852 году купец Ушаков приобрел право на пользование месторождением меди у жителей аула Карабай батыра сроком на 20 лет.
После смерти батыра, в 1879 году на месте фамильного зимовья переселенцы образовали село Сергеевка (ныне село Сергеевка, Сергеевский сельский округ, Атбасарский район).
Внук Карабай батыра Ибрай Шокыбаев, выпускник Казанского университета, в 1880 году открыл русско-казахское училище в городе Атбасаре. Выпускники училища особо отмечали и хорошо отзывались о потомках Карабай батыра, которые на свои личные сбережения, добытые от покупки-продажи меди, на постоянной основе финансировали русско-казахское училище вплоть до 1906 года. Оказывали материальную помощь учащимся начальных классов, и способствовали при поступлении в высшие учебные заведения. Выпускниками русско-казахского училища в городе Атбасар были следующие исторические личности Казахстана: участник национально-освободительного восстания Адильбек Майкотов, советский писатель Сейтжан Омаров, составитель казахского букваря Жабагы Каржасбаев, политический деятель Алаш орды Хасен Кошанбаев, писатель Сабыр Шарипов, общественный и государственный деятель — Айбасов Бирмухамед, Биркей (1895—1938), комиссар — Оразбек Мухамедов и другие. После открытия в 1906 году в Лондоне акционерного общества «Атбасарские медные копии» (The Atbasar Copper Fields), финансирование русско-казахского училища прекратилось. Позже на месте училища был построен гастроном по улице им. Ленина.
Потомки Карабай батыра чтят память о великом предке. Его героические поступки и дела как символ геройства передавались из поколения в поколение устами потомков, проживающих в различных регионах Казахстана и за рубежом.